# Avolasca
Avolasca – miejscowość i gmina we Włoszech, w regionie Piemont, w prowincji Alessandria.
Według danych na styczeń 2010 gminę zamieszkiwały 294 osoby przy gęstości zaludnienia 23,9 os./1 km².